# Haría
Haría è un comune spagnolo di 4 027 abitanti situato nella comunità autonoma delle Canarie.